# Pierre Fouché
Pierre Fouché (1891, Ille-sur-Têt - 1967; echte naam Pere Fouché) was een uit de Pyrénées-Orientales afkomstige Frans/Catalaanse universiteitsdocent, taalkundige en filoloog. Hij heeft achtereenvolgens gewerkt aan de universiteiten van Grenoble, Straatsburg en Parijs. Fouché is vooral bekend geworden vanwege zijn studie van de specifieke kenmerken van het Roussillon Catalaans. Verder heeft hij met name onderzoek verricht naar de typische klankverschuivingen die de ontwikkeling van het Latijn naar het Oudfrans hebben gekenmerkt.

## Voornaamste werken
- Phonétique et morphologie historique du roussillonnais (1924)
- Morphologie historique du roussillonnais (1924)

- Phonétique historique du français, Klincksieck, Paris, 1952.
- Traité de prononciation française, Klincksieck, Paris, 1969.

## Biografieën
- Article nécrologique de P. Fouché par G. Antoine, FrMod 26, octobre 1967.
- Hommage à Pierre Fouché.  Cahier des amis du Vieil Ille et des villages voisins, 21 (1968).
- Mélanges de linguistique et de philologie romanes dédiés à la mémoire de Pierre Fouché (1891-1967), Paris (Klincksieck) 1970.